# Vaga general de 1855
La vaga general de 1855, tot i que circumscrita a Catalunya que n'era el principal centre industrial, es considera per la seva importància, seguiment i repercussió la primera vaga general de la història d'Espanya. Va tenir lloc durant el regnat d'Isabel II concretament amb el govern Baldomero Espartero en el Bienni Progressista, es va centrar en la demanda del dret d'associació obrera i va acabar amb una forta repressió militar.

## Context polític
La vaga es produeix en el context de l'anomenat Bienni Progressista durant el regnat d'Isabel II que s'inicia amb la revolució de 1854 que engloba el pronunciament del 28 de juny i el cop d'estat del General O'Donnell, amb el suport de França i Gran Bretanya que donarà pas al govern de Baldomero Espartero del Partit Progressista. El bienni es considera acabat amb la cessió del govern al mateix O'Donnell.
Els governs següents, de Leopoldo O'Donnell, Ramón María Narváez i Luis González Bravo, aguditzaran la reacció contrarrevolucionària.

## Origen de la vaga: maquinisme en la indústria tèxtil
Els treballadors inicialment s'havien mobilitzat contra el maquinisme en l'anomenat conflicte de les selfactines (per la introducció de la selfactina (de l'anglès self-acting, "d'acció automàtica"), que mecanitzava una part important de treball del filat.
Però el desencadenant de la vaga general i suport massiu i solidari d'altres obrers va ser l'ordre cursada pel Capità General de Catalunya Juan Zapatero y Navas el 24 de juliol dissolent les associacions obreres il·legals, i posant sota el control militar totes les associacions de socors mutus permeses. També se sotmetia a la llei marcial a tot el que directament o indirecta s'ultrapassi en coartar la voluntat d'un altre perquè obri les seves fàbriques o concorri treballar en elles, si no accedeix a les exigències que col·lectivament es pretengui imposar.

## Desenvolupament i durada de la vaga: 2 a l'11 de juliol de 1855
La vaga general va durar del 2 a l'11 de juliol de 1855 i fou seguida massivament.

### Pa i treball-Associació o mort
El lema de la vaga era «associació o mort». Les exigències van ser, a més de la llibertat d'associació, la reducció de la jornada de treball i l'augment del salari. La «Unió de classes» va publicar un Manifest en el qual, dirigint-se a la classe obrera de Catalunya, la hi exhortava a sumar-se a l'acció vaguista.

### Entrevista amb Espartero a Madrid i repressió a Barcelona
Una Comissió de Treballadors va ser a Madrid per reunir-se el Regent, el general Espartero, amb l'objectiu que es reconegués el dret d'associació. El general Espartero no va rebre la Comissió.
A Barcelona, mentrestant, l'autoritat militar aplicava sancions amb gran severitat: entre elles, presó, deportació, càstigs corporals, i amenaces de pena de mort. El 8 de juliol, la fragata «Julia» va salpar amb rumb a l'Havana amb 70 militants obrers deportats.

### Presa de Barcelona pels militars: fi de la vaga
El 9 de juliol de 1855, Barcelona va ser presa militarment. El general Espartero va enviar al seu ajudant, Sanabria, amb un document ple de vagues promeses. La vaga general es va extingir l'11 de juliol.

## La Corona d'Aragó: 4 de juliol de 1855
En el diari liberal barceloní La Corona de Aragón, en la seva edició del 4 de juliol de 1855, va ser publicat el següent article:
| « | El sotsobre, la inquietud, el malestar, la discòrdia i la desconfiança s'han allotjat per fi a Barcelona, en la bella Barcelona. En un dia i a una hora donada han cessat els treballs en totes les fàbriques de Catalunya, i cent mil homes s'han llançat al carrer demanant 'pa i treball' i cridant 'associació o mort'. A l'estat al fet que han arribat ja les coses, abans que una col·lisió vingui a sembrar el dol i el dolor en les famílies, ja no cal tornar la vista enrere, sinó prendre la qüestió en el punt en què es troba, i amb la lleial protesta dels millors i més sincers desitjos, dir el que creiem oportú per posar en pràctica i per acabar aquesta situació trista i angoixant, tant més angoixant i trista quan els carlins enarboren decididament la seva negra bandera i escullen per camp de batalla les planes i muntanyes de l'antic Principat. Què és el que demanen aquestes immenses masses de treballadors que poblen els nostres carrers, sense manifestar-se hostils no obstant això, sense insultar a ningú, hem de dir-ho a favor seu, sense ultrapassar-se res? El dret d'associació. Demanen també que es fixin d'una manera estable les hores de treball i que es constitueixi un gran jurat d'amos i obrers que arreglin bonament les discòrdies que entre ells se suscitin. Doncs bé, que es formi aquest jurat, nosaltres també ho demanem, també ho demandem en nom de la llibertat, en nom de l'ordre, en nom de les famílies, en nom de la pública tranquil·litat, en nom de Barcelona tota. Aquest és nostre semblar que francament emetem, que sincerament proposem, sense segones mires, sense doble intenció, sense més intenció ni mires que les de contribuir a la felicitat i al benestar dels jornalers germans nostres. Ens atrevim a demanar a l'Excmo. senyor capità general, al Excmo. senyor governador civil, a la Diputació, a l'Ajuntament, als treballadors tots que adoptin el nostre projecte, si ho creuen oportú, com un mitjà honrós de transacció. Ens atrevim a demanar a la premsa barcelonina, la nostra germana, que recolzi el nostre projecte, si ho jutja útil, i li afegeixi el que la seva il·lustració sabrà trobar i la nostra ignorància no ens ha deixat veure. Cal que aquesta situació trista i lamentable conclogui, cal que es calmi aquesta crisi industrial, cal que els ànims es tranquil·litzin i calmin, a fi que junts, units i compactes puguem acudir contra el nostre enemic comú que és el carlista, que és l'absolutista, que és el reaccionari, que és, en fi, tot el que és enemic de la llibertat. Nosaltres proposem el mitjà, complint amb la nostra missió d'honrats i lleials periodistes. Proposi cadascú el seu i que el poble i les autoritats adoptin el millor, però que s'adopti un ràpid, aviat, aviat, abans que aprofitant aquests moments per a ells propicis, s'aventurin a donar un cop de mà els nostres enemics tan incansables com a vigilants, abans que un tir disparat al per ventura promogui una col·lisió, abans que vingui la guerra intestina, la guerra civil, i amb la guerra civil la misèria, la desolació, el dol i la dissort de la un dia tan opulenta i avui tan desgraciada Barcelona. | » |